# Викторовский сельский совет (Тернопольская область)
Викторовский сельский совет (укр. Вікторівська сільська рада) — входит в состав
Козовского района
Тернопольской области
Украины.
Административный центр сельского совета находится в селе Викторовка.

## Населённые пункты совета
- с. Викторовка